# بوب غراي
بوب غراي (بالإنجليزية: Bob Gray)‏ (8 ديسمبر 1952 - ) هو لاعب كرة قدم أمريكي في مركز الدفاع.

## وصلات خارجية
- بوب غراي على موقع قاعدة بيانات كرة القدم.إي يو (الإنجليزية)